# Инталу, Нина Валлет
Нина Валлет Инталу (фр. Nina Wallet Intalou; род. 1963, Кидаль) — государственный и политический деятель Мали. С 2016 по 2020 год занимала должность министра ремесел и туризма страны.

## Биография
Родилась в Кидале в 1963 году. По происхождению туарег, принадлежит к племени иднане. Её отец был старшиной жандармерии в Кидале. Имеет лицензию для работы в области публичного права. С 1984 года была политическим активистом и членом движения за независимость туарегов. В 1989 году основала компанию по строительству и санитарии в Абиджане, Кот-д’Ивуар.
В 1997 году была избрана мэром Кидаля, но под давлением исламистов подала в отставку. Вместо этой должности президент Мали Альфа Умар Конаре предложил ей пост территориального советника. В 2012 году, находясь в изгнании в Мавритании, приняла участие в Туарегском восстании и стала единственной женщиной-членом исполнительного комитета Национального движения за освобождение Азавада, сепаратистской группировки, стремящейся к независимому Азаваду. Тьебиле Драме, эмиссар исполняющего обязанности президента Дионкунды Траоре, назвал её «сильным человеком» группировки. В октябре 2015 года стала вице-президентом Комиссии по установлению истины, справедливости и примирению.
7 июля 2016 года была назначен министром ремесел и туризма президентом Мали Ибрагимом Бубакаром Кейтой. Ее назначение было воспринято как помощь в создании политико-этнического баланса в правительстве, а также сигналом тем, кто желал немедленного выполнения положений мирного соглашения от июня 2015 года. Националисты в Бамако называли её некомпетентным человеком и организовали враждебную кампанию в СМИ.

## Личная жизнь
Имеет троих детей от бывшего мужа, который является племянником бывшего президента Кот-д’Ивуара Феликса Уфуэ-Буаньи.